# Țigări de foi
Țigările de foi sunt formate din tutun tocat, rămas de la crearea trabucurilor, învelite într-o foaie de tutun și sunt create de mașini, spre deosebire de trabucuri care sunt rulate manual.
Țigările de foi pot conține 100% tutun, pot fi rezultatul unui mix între tutun natural și alte componente, sau pot avea în componență tutun de pipă. În general, o țigară de foi are 3 grame de tutun, lungimea este de 3-4.5 țoli, iar diametrul de 5-8 mm.
Europenii folosesc și expresia „trabucuri de șapte minute”, ceea ce înseamnă că se fumează rapid, de obicei între 5 și 15 minute, și sunt potrivite pentru momentele în care nu e timp de savurat un trabuc adevărat.
Țigările de foi nu necesită o temperatură și o umiditate optimă așa cum au nevoie trabucurile.
Cele mai cunoscute mărci de țigări de foi provin din Cuba, acestea fiind Cohiba, Romeo Y Julieta, Montecristo, Partagas sau Guantanamera, urmate de branduri produse în Republica Dominicană precum Principes, dar mai nou și în țări din Europa precum Italia, unde se produc Italico sau Toscanello, Germania, unde se produc Handelsgold și Clubmaster, sau Polonia, unde se produc țigările de foi Retros.